# Santa Sigolena (Alt Loira)
Santa Sigolena (en francès Sainte-Sigolène) és un municipi francès situat al departament de l'Alt Loira i a la regió d'Alvèrnia-Roine-Alps. L'any 2007 tenia 5.827 habitants.

## Demografia

### Població
El 2007 la població de fet de Sainte-Sigolène era de 5.827 persones. Hi havia 2.181 famílies de les quals 575 eren unipersonals (230 homes vivint sols i 345 dones vivint soles), 603 parelles sense fills, 872 parelles amb fills i 131 famílies monoparentals amb fills.
La població ha evolucionat segons el següent gràfic:
Habitants censats

### Habitatges
El 2007 hi havia 2.558 habitatges, 2.212 eren l'habitatge principal de la família, 184 eren segones residències i 162 estaven desocupats. 1.873 eren cases i 685 eren apartaments. Dels 2.212 habitatges principals, 1.501 estaven ocupats pels seus propietaris, 657 estaven llogats i ocupats pels llogaters i 54 estaven cedits a títol gratuït; 13 tenien una cambra, 147 en tenien dues, 346 en tenien tres, 668 en tenien quatre i 1.038 en tenien cinc o més. 1.439 habitatges disposaven pel capbaix d'una plaça de pàrquing. A 893 habitatges hi havia un automòbil i a 980 n'hi havia dos o més.

### Piràmide de població
La piràmide de població per edats i sexe el 2009 era:
| Homes | Edats   | Dones |
| ----- | ------- | ----- |
| 8     | 95 o +  | 12    |
| 4     | 90 a 94 | 28    |
| 8     | 85 a 89 | 48    |
| 24    | 80 a 84 | 44    |
| 84    | 75 a 79 | 92    |
| 100   | 70 a 74 | 128   |
| 116   | 65 a 69 | 148   |
| 124   | 60 a 64 | 116   |
| 120   | 55 a 59 | 136   |
| 176   | 50 a 54 | 148   |
| 148   | 45 a 49 | 200   |
| 188   | 40 a 44 | 176   |
| 204   | 35 a 39 | 208   |
| 204   | 30 a 34 | 188   |
| 204   | 25 a 29 | 220   |
| 212   | 20 a 24 | 152   |
| 200   | 15 a 19 | 152   |
| 184   | 10 a 14 | 216   |
| 192   | 5 a 9   | 200   |
| 200   | 0 a 4   | 140   |

## Economia
El 2007 la població en edat de treballar era de 3.589 persones, 2.645 eren actives i 944 eren inactives. De les 2.645 persones actives 2.410 estaven ocupades (1.368 homes i 1.042 dones) i 235 estaven aturades (101 homes i 134 dones). De les 944 persones inactives 295 estaven jubilades, 283 estaven estudiant i 366 estaven classificades com a «altres inactius».

### Ingressos
El 2009 a Sainte-Sigolène hi havia 2.282 unitats fiscals que integraven 6.022 persones, la mediana anual d'ingressos fiscals per persona era de 16.193 €.

### Activitats econòmiques
Dels 320 establiments que hi havia el 2007, 5 eren d'empreses extractives, 7 d'empreses alimentàries, 2 d'empreses de fabricació de material elèctric, 51 d'empreses de fabricació d'altres productes industrials, 53 d'empreses de construcció, 70 d'empreses de comerç i reparació d'automòbils, 7 d'empreses de transport, 15 d'empreses d'hostatgeria i restauració, 2 d'empreses d'informació i comunicació, 20 d'empreses financeres, 15 d'empreses immobiliàries, 28 d'empreses de serveis, 27 d'entitats de l'administració pública i 18 d'empreses classificades com a «altres activitats de serveis».
Dels 85 establiments de servei als particulars que hi havia el 2009, 1 era una gendarmeria, 1 oficina de correu, 4 oficines bancàries, 2 funeràries, 11 tallers de reparació d'automòbils i de material agrícola, 2 autoescoles, 5 paletes, 10 guixaires pintors, 6 fusteries, 11 lampisteries, 5 electricistes, 4 empreses de construcció, 6 perruqueries, 1 veterinari, 2 agències de treball temporal, 9 restaurants, 2 agències immobiliàries, 1 tintoreria i 2 salons de bellesa.
Dels 29 establiments comercials que hi havia el 2009, 2 eren supermercats, 1 una gran superfície de material de bricolatge, 3 botiges de menys de 120 m², 6 fleques, 3 carnisseries, 3 llibreries, 3 botigues de roba, 1 una sabateria, 1 una botiga d'electrodomèstics, 1 una botiga de mobles, 2 botigues de material esportiu, 1 una perfumeria i 2 floristeries.
L'any 2000 a Sainte-Sigolène hi havia 61 explotacions agrícoles que ocupaven un total de 1.015 hectàrees.

## Equipaments sanitaris i escolars
El 2009 hi havia 2 farmàcies i 1 ambulància.
El 2009 hi havia 1 escola maternal i 2 escoles elementals. Sainte-Sigolène disposava d'un col·legi d'educació secundària amb 285 alumnes.

## Poblacions més properes
El següent diagrama mostra les poblacions més properes.